# Ernest Browne
Ernest Browne, właśc. Ernest de Sylly Hamilton Browne (ur. 11 lipca 1855 w Great Malvern; zm. 13 kwietnia 1946 w Cheltenham) – irlandzki tenisista.

## Kariera tenisowa
W turniejach tenisowych startował w latach 80. i 90. XIX w. Zwyciężył m.in. dwukrotnie w Welsh Championships i trzy razy został mistrzem Scottish Championships. Podczas Wimbledonu 1884 doszedł do ćwierćfinału, natomiast na Wimbledonie 1885 osiągnął półfinał.